# John Churchill (1. książę Marlborough)
John Churchill (ur. 26 maja 1650, zm. 16 czerwca 1722) – angielski polityk, wojskowy i arystokrata, jeden z najwybitniejszych dowódców w historii świata, wódz naczelny wojsk brytyjskich w trakcie hiszpańskiej wojny sukcesyjnej, tytułowany księciem Marlborough (ang. Duke of Marlborough). Praprzodek Winstona Churchilla.

## Życiorys
Do armii wstąpił już w 1667 roku. Uczestniczył w wojnie francusko-holenderskiej 1672–1678. W latach 1674–1675 służył w wojsku francuskim pod rozkazami Turenne’a.
W 1685 został generałem i zdławił rebelię pretendenta do tronu angielskiego księcia Monmoutha. W 1688 poparł księcia Wilhelma III Orańskiego (chwalebna rewolucja) i stał się jednym z jego najbliższych współpracowników. Z okazji koronacji Wilhelma w 1689 otrzymał godność księcia Marlborough. W 1690 dowodził ekspedycją wojskową do Irlandii. W 1701 był jednym z twórców powstającej koalicji antyfrancuskiej. Podczas wojny o sukcesję hiszpańską był od 1702 wodzem naczelnym (generalissimusem) koalicyjnej armii angielsko-holenderskiej.
W trakcie wojny o sukcesję hiszpańską odniósł wiele zwycięstw nad Francuzami w Bawarii i Niderlandach, m.in. wraz z księciem Eugeniuszem Sabaudzkim w bitwie pod Blenheim i bitwie pod Donauwörth w 1704. Dla upamiętnienia jednego z nich swą siedzibę w Woodstock nazwał Blenheim Palace.
Po zwycięskiej kampanii dunajskiej, w kwietniu 1704, w uznaniu dotychczasowych zasług dla cesarstwa Habsburgów otrzymał tytuł księcia Rzeszy od Leopolda I, który w listopadzie 1705 przyznał mu związane z tym władztwo nad szwabskim księstwem Mindelheim.
W dalszym ciągu działań wojennych, manewrem na tyły francuskiej armii Ludwika Boufflersa zmusił ją do wycofania się z obszaru Niderlandów. W 1705 przełamał linię fortyfikacyjną Brabancji, a w 1706 pobił Francuzów pod Ramillies. W latach 1706–1708 prowadził wojnę oblężniczą, w wyniku której opanował obszar całej dzisiejszej Belgii. Wraz z Eugeniuszem Sabaudzkim zwyciężył wojska francuskie w 1708 pod Oudenaarde i w 1709 pod Malplaquet. W 1711 przełamał linię francuskich fortyfikacji, zwanych Nec plus ultra („Nie dalej”). W tym samym roku na skutek intryg dworskich pozbawiono go naczelnego dowództwa, a także wpływów politycznych.
Jako dyplomata Marlborough pośrednio miał też udział w wydarzeniach polskich i wielkiej wojny północnej, w kwietniu 1707 spotykając się w Altranstädt z Karolem XII i odwodząc go od zainicjowania konfliktu zbrojnego z austriackimi Habsburgami (czym żywotnie zainteresowana była dyplomacja francuska) z niepożądanym włączeniem Szwecji w hiszpańską wojnę sukcesyjną, a nakłaniając do najazdu na Rosję Piotra I. W literaturze pięknej znalazło odbicie to historyczne spotkanie, w którym mieli też uczestniczyć August Mocny i Stanisław Leszczyński.  
Choć uważany za wybitnego praktyka wojny manewrowej, Marlborough zawsze dążył do zniszczenia głównych sił nieprzyjaciela. W trakcie bitwy stosował taktykę linearną, potrafił jednak wykorzystać bierność przeciwnika lub przeszkody naturalne położone przed frontem jego sił, dla dokonania przegrupowania i uzyskania przewagi liczebnej w decydującym miejscu. W działaniach kawalerii naśladował cromwellowską taktykę głębokiego uderzenia, w którym zasadniczą rolę odgrywało tempo natarcia wraz z użyciem broni białej.
Jego zdolności jako stratega, taktyka, dyplomaty i przywódcy uważane są za niekwestionowane. Przez swych żołnierzy, których otaczał troską i którzy zyskiwali na starannym planowaniu przez niego kolejnych kampanii, zwany był życzliwie „kapralem Jasiem” (corporal John). Jego wielkie zwycięstwa (Blenheim, Ramillies, Oudenaarde, zdobycie Lille, Malplaquet) odzwierciedlały niezwykłą umiejętność przechytrzenia i wymanewrowania przeciwnika, z powtarzającymi się sukcesami. Uznaje się, że nigdy nie przegrał starcia i nie chybił oblężenia.

## Życie prywatne

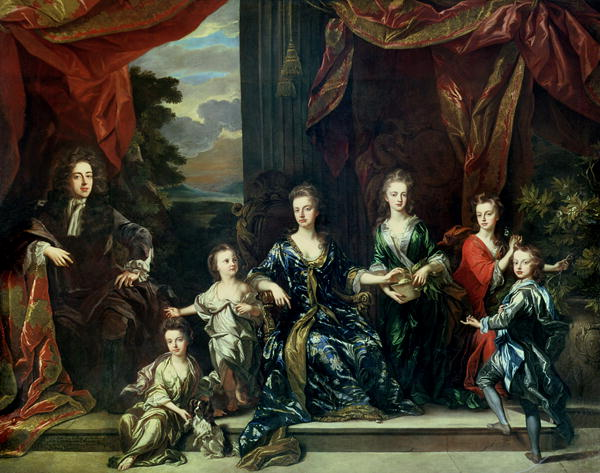
Książę Marlborough z rodziną (mal. Johann Closterman)

Żonaty był z Sarah Jennings, z którą miał siedmioro dzieci (5 córek i 2 synów). Jego żona cieszyła się przyjaźnią królowej Anny, która polegała na niej przy podejmowaniu większości ważnych decyzji. Wpływy żony umożliwiły księciu znaczną swobodę działań, zarówno w sprawach polityki wewnętrznej (utrzymywanie nastrojów prowojennych w parlamencie), jak i zagranicznej (prowadzenie działań wojennych w Niemczech, Niderlandach i Francji). Ostateczne zakończenie jego wojskowo-politycznej kariery nastąpiło po zerwaniu stosunków pomiędzy żoną i schorowaną królową.
Bliskim jego współpracownikiem był (także zaprzyjaźniony z Sarah) polityk i finansista hr. Sidney Godolphin.

## Literatura
- Mała encyklopedia wojskowa. T. 2. Warszawa: Wydawnictwo MON, 1967